# Fuerzas Públicas de Panamá

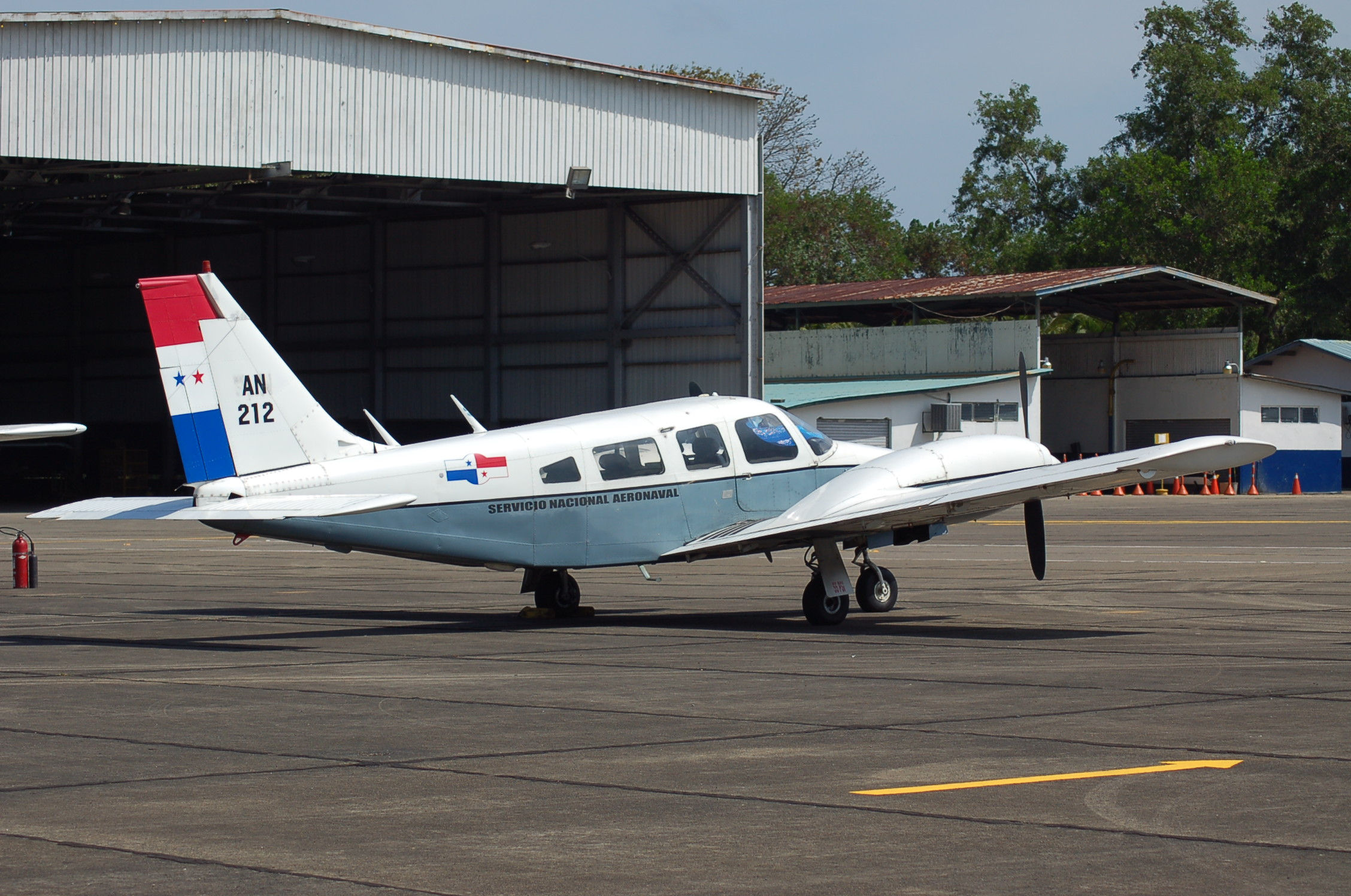
Piper PA-34 Seneca del Servicio Nacional Aeronaval

Las Fuerzas Públicas de Panamá es la entidad integrada por cinco estamentos encargada de la seguridad, orden público y protección fronteriza y costera de Panamá. Creadas inicialmente el 10 de febrero de 1990 por el entonces presidente Guillermo Endara en reemplazo de las Fuerzas de Defensa de Panamá, fueron posteriormente reformadas en noviembre de 2008 y nuevamente en 2010, dando paso a las instituciones actuales. Están equipadas principalmente para tratar con pandillas, delincuentes comunes, traficantes de drogas, patrulla fronteriza y aeronaval.

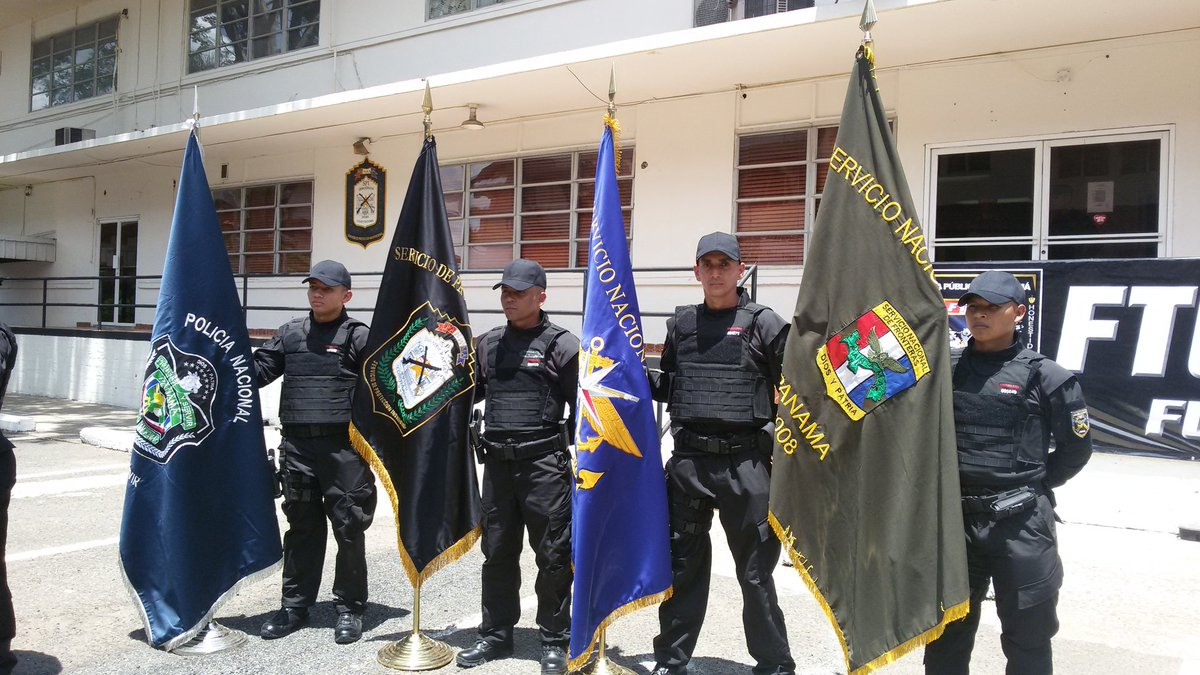
Estamentos de seguridad de Panamá

## Historia

### Ejército Nacional de Panamá
El primer ejército de Panamá se formó en 1903, cuando el comandante de una brigada del ejército colombiano se pasaron al bando separatista durante la separación de Panamá. Su brigada se convirtió en el Ejército Nacional de Panamá. En 1904, el ejército nacional intentó derrocar al gobierno, pero fracasó. Los Estados Unidos convencieron a Panamá que un ejército permanente podría poner en peligro la seguridad de la Zona del Canal de Panamá. En cambio, el país estableció una "Policía Nacional". Durante 48 años, esta fue la única fuerza armada en Panamá. Sin embargo, a partir de finales de 1930, la Policía Nacional atrajo a varios nuevos reclutas que habían asistido a academias militares de otros países de América Latina. Combinado con un aumento del gasto en la policía, esto comenzó un proceso de militarización. El proceso se aceleró en virtud de José Antonio Remon Cantera, quien se convirtió en comandante de la Policía (comandante) en 1947. Se había graduado de la academia militar de México. Él comenzó a promover menos soldados a rango de oficial, dando a la policía un carácter más militar.

### Guardia Nacional
Después de jugar un papel en el derrocamiento de dos presidentes, Remón renunció a su cargo en la policía y se autoproclamó presidente en 1952.[cita requerida] Su primer acto fue para reorganizar la Policía Nacional a lo largo de las líneas militares con un nuevo nombre, la Guardia Nacional. La nueva agrupación conserva las funciones de policía. Con un nuevo nombre llegó aumento de la financiación estadounidense.
En 1968, la Guardia derrocó al presidente Arnulfo Arias, en un golpe de Estado liderado por el teniente coronel Omar Torrijos y el mayor Boris Martínez. Se completó el proceso de conversión de la Guardia en un ejército en toda regla. En el proceso, ellos mismos se ascendido a Coronel Martínez y Torrijos pero en la lucha de poder este hizo a un lado a Martínez en 1969 enviándolo al exilio a Estados Unidos, se promovió a general de brigada, y fue gobernante de facto del país hasta su muerte en un accidente de avión de 1981.

### Fuerzas de Defensa de Panamá

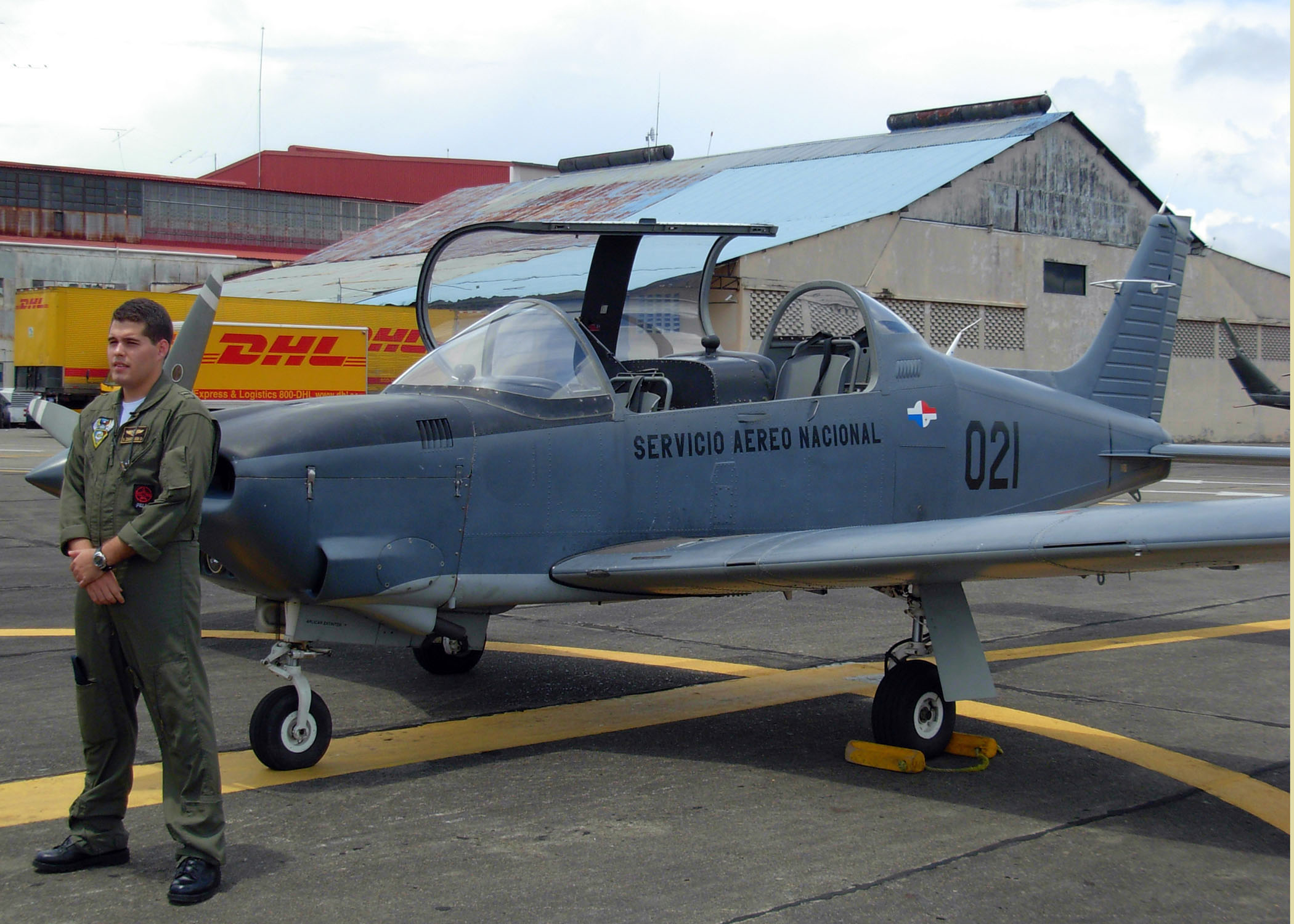
ENAER T-35 Pillán utilizado como entrenamiento de personal.

Torrijos fue reemplazado primero por el coronel Florencio Flores Aguilar, posteriormente por el General Rubén Darío Paredes, hasta que en 1983 ascendió a la jefatura Manuel Noriega, quien hizo fusionar y reestructurar todas las fuerzas armadas de Panamá bajo su mando se creó las Fuerzas de Defensa de Panamá. Mediante la Ley 20 del 29 de septiembre de 1983 se crean las estructuras en las cuales se fundamentó la organización y el funcionamiento de las Fuerzas de Defensa de la República de Panamá bajo el lema "Todo por la patria".
Él construyó una fuerza militar bien estructurada, y consolidó la dictadura militar en el país. En virtud de Manuel Antonio Noriega, las F.F.D.D fueron una herramienta temible de la represión política contra sus opositores. 
Fuera del núcleo interno de las Fuerzas de Defensa de Panamá no tenían un fuerte apoyo similar a la antigua Guardia Nacional liderada por Omar Torrijos en la población civil panameña y la mayoría de los miembros de las F.F.D.D se rindieron rápidamente cuando Estados Unidos invadió Panamá y derrocó a Noriega en 1989.

### Fuerzas Públicas de la República de Panamá
Después de la Invasión estadounidense de Panamá de 1989, el Gobierno Panameño decide eliminar el ejército y formar una fuerza pública, y esta prohibición la eleva a rango constitucional en el año 1994.
El 10 de febrero de 1990, el gobierno del entonces presidente Guillermo Endara abolió el ejército y reformó el aparato de seguridad mediante la creación de la Fuerza Pública panameña. 
En octubre de 1994, la Asamblea Nacional de Panamá aprobó una enmienda constitucional que prohíbe la creación de una fuerza militar permanente, sino que permite el establecimiento de unas fuerzas armadas especiales de carácter temporal para hacer frente a los actos de "agresión externa". El formato de las Fuerzas de Defensa fue reemplazado por la fuerza pública panameña.
La Fuerza Pública incluía a la Policía Nacional de Panamá (aún operante), Servicio Marítimo Nacional, Policía Técnica Judicial (PTJ) para actividades de investigación, Servicio Aéreo Nacional, y un servicio armado de Protección Institucional (SPI) o para la protección de los edificios públicos y protección del mandatario y de gente importante del Gobierno de Panamá.
La Fuerza Pública también es capaz de llevar a cabo funciones militares limitadas. En contraste con las Fuerzas de Defensa durante el anterior régimen militar, la Fuerza Pública panameña es de dominio público y bajo control del Órgano Ejecutivo Panameño.

### Reforma de 2008
En noviembre de 2008 Mediante DECRETO LEY No. 7 del 20 de agosto de 2008 el Servicio Aéreo Nacional se fusionó con su contraparte marítima, el Servicio Marítimo Nacional para convertirse en el Servicio Nacional Aeronaval (SENAN), también la creación del nuevo Servicio Nacional de Fronteras como una fuerza independiente de la Policía Nacional de Panamá.
En una reforma anterior la Policía Técnica Judicial desaparece y mediante la ley 69 del año 2007 la parte de investigación pasa para la Policía Nacional de Panamá y pasa a llamarse Dirección Nacional de Investigación Judicial mientras que la parte forense pasa para el Instituto de Medicina Legal y Ciencias Forenses del Ministerio Público de Panamá.

## El nuevo ministerio

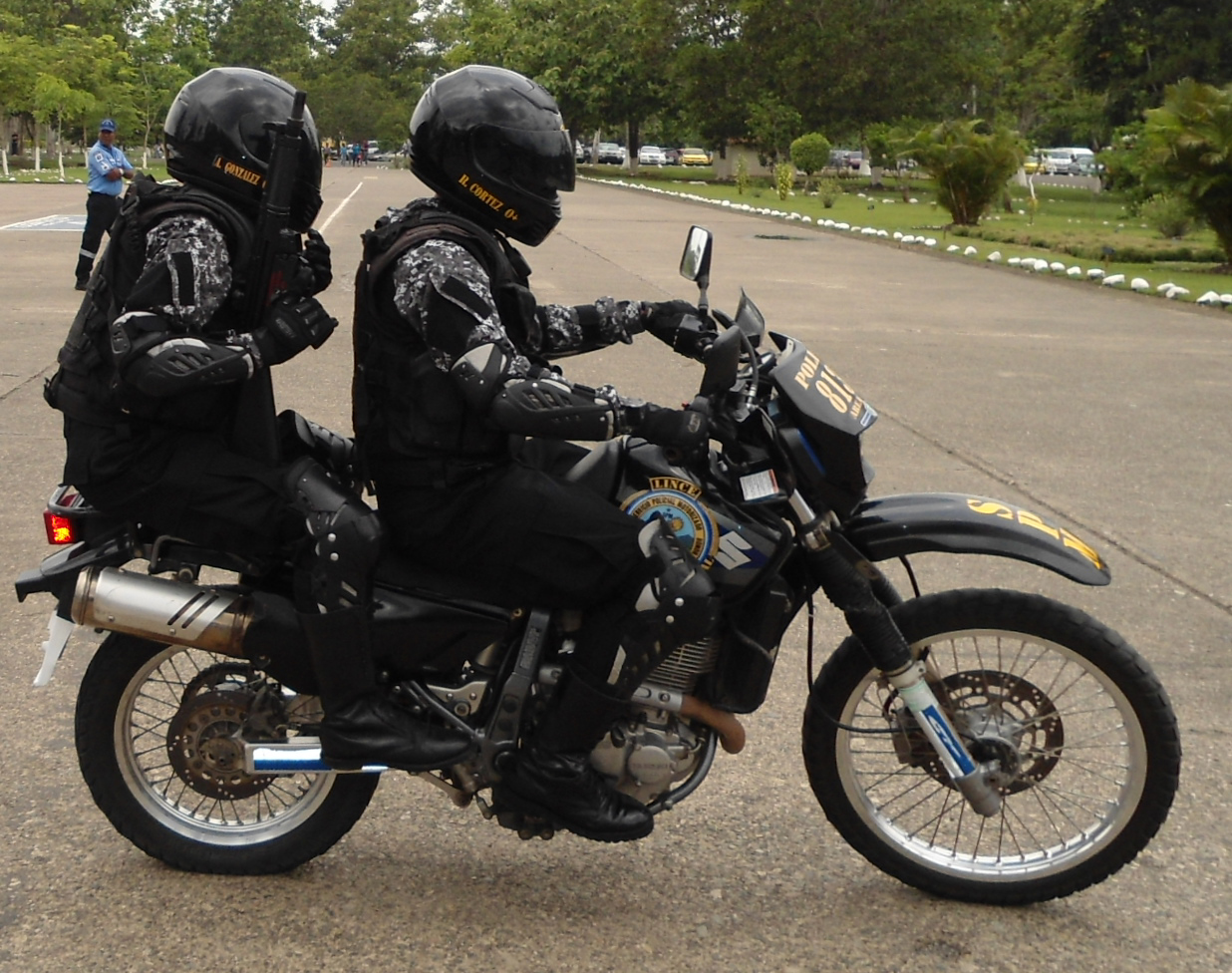
Servicio Policial Motorizado (LINCES) de la Policía Nacional de Panamá

En febrero de 2010, la administración encabezada por el presidente Ricardo Martinelli propuso la creación de un nuevo Ministerio de Seguridad Pública, que reemplazo al Ministerio de Gobierno y Justicia de Panamá se divide en dos nuevos ministerios (Seguridad Pública y de Gobierno), que se colocará en la Policía Nacional de Panamá, Servicio Nacional Aeronaval (SENAN), Servicio Nacional de Migración y el Servicio Nacional de Fronteras.
El Ministerio de Seguridad Pública fue creado mediante Ley n.º 15 del 14 de abril de 2010 y publicado en la Gaceta oficial - G.O. 26511-A de la Asamblea Nacional de Panamá.

## Migración, aduanas y pasaporte
La Autoridad Nacional de Aduanas de Panamá, el Servicio Nacional de Migración (SNM) y la Autoridad de Pasaportes de Panamá, siguiendo asesoría del gobierno de los Estados Unidos de América se fusionarían y formarían otro estamento de seguridad o entidad autónoma de la República de Panamá, el Gobierno Nacional emitió el decreto Ejecutivo 871 de 14 de noviembre de 2012 que crea una comisión interinstitucional que primeramente se encargaría de la estructuración, coordinación y proceso técnico para la fusión de las entidades de Aduanas y Migración para posteriormente fusionar pasaportes.
Está publicado en la Gaceta oficial 27165 de 16 de noviembre de 2012 como los primeros paso para ese objetivo. Este proceso nunca se concretó y se permitió que todas las instituciones seguirán su camino de la misma forma. 

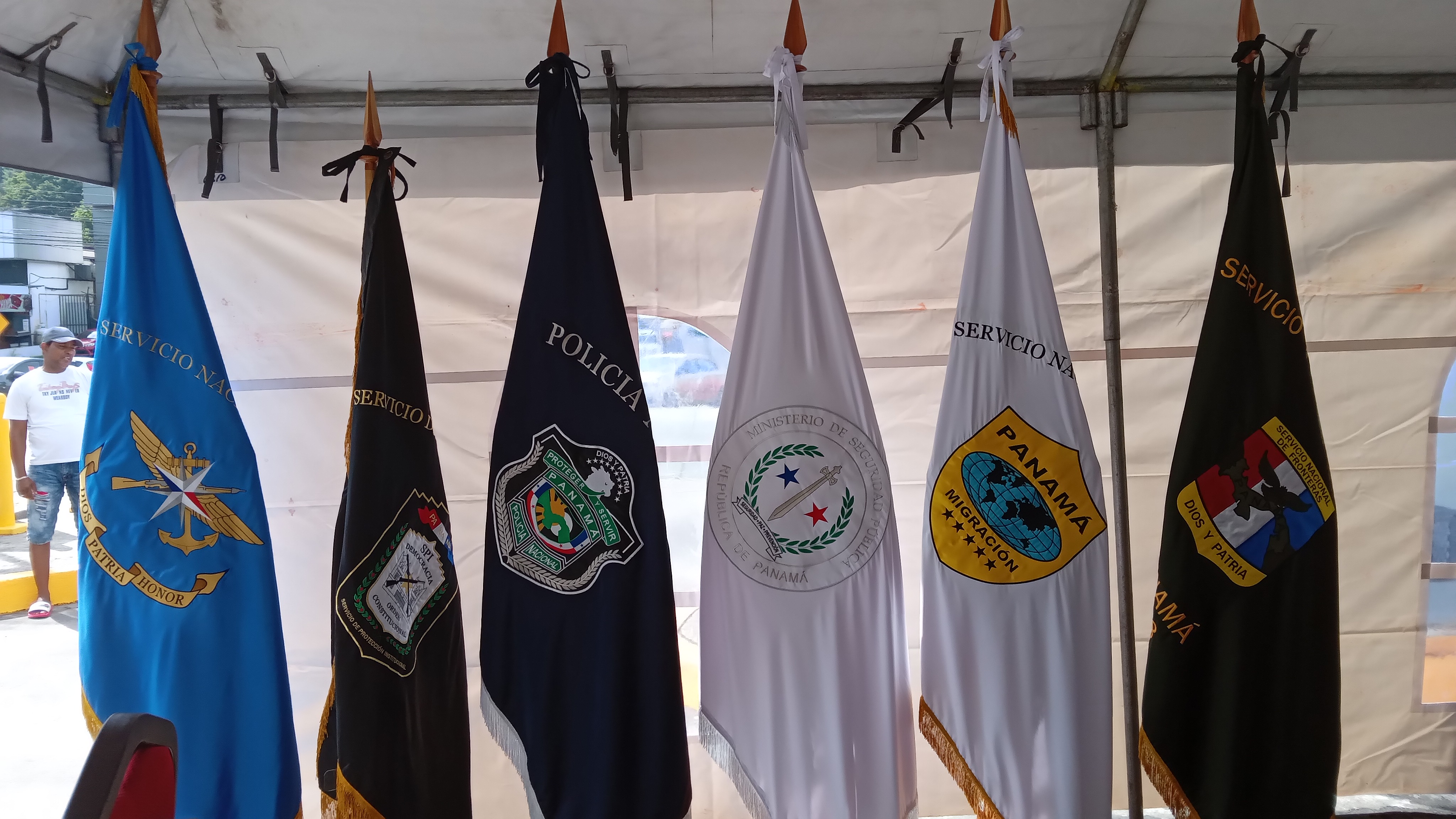
Banderas Institucionales del Ministerio de Seguridad Pública y Estamentos de Seguridad de la República de Panamá

Gaceta oficial 27165 de 16 de noviembre de 2012 

## Estamentos

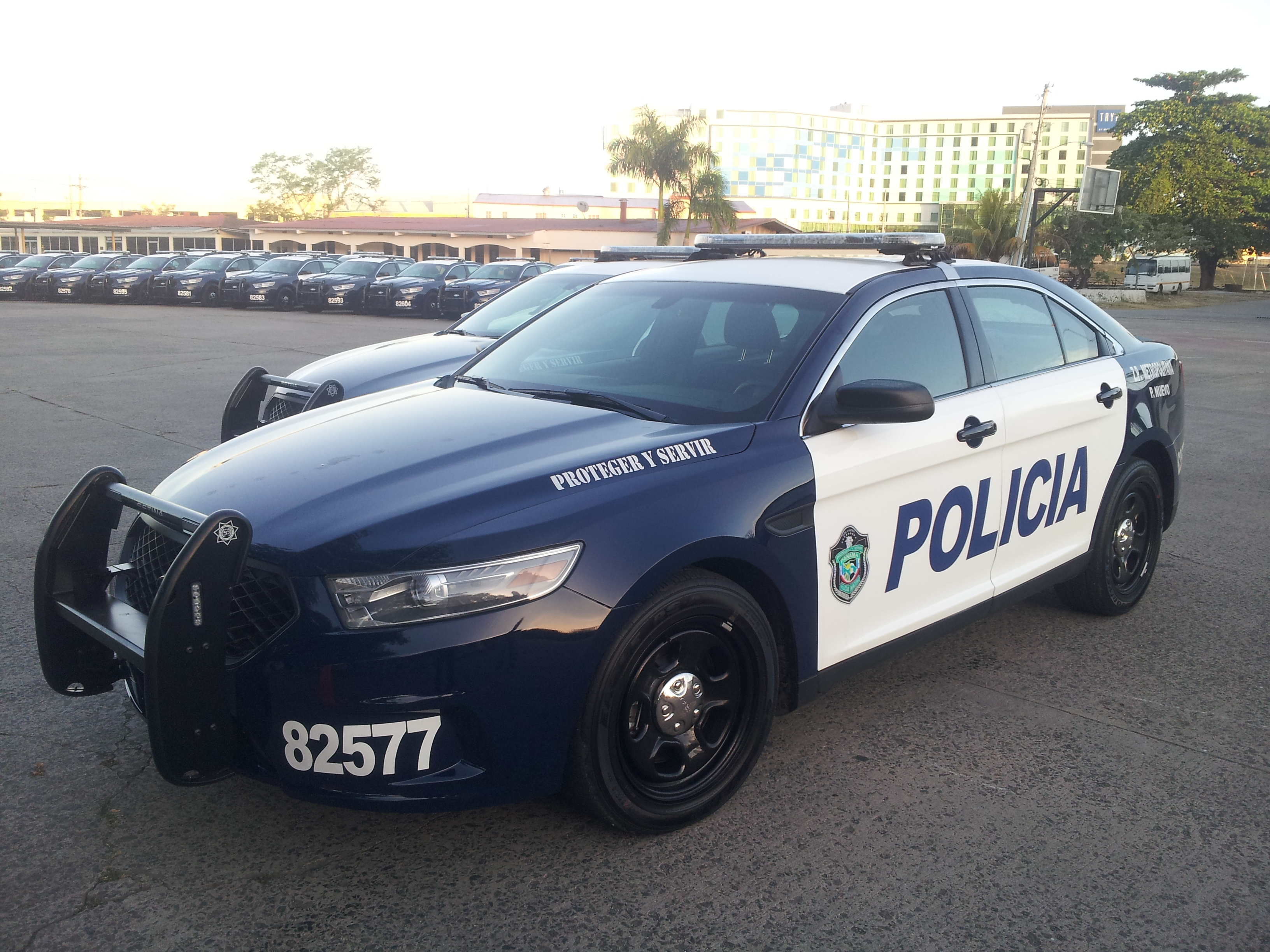
Patrulla Ford Police Interceptor utilizado por la Policía Nacional de Panamá

Las Fuerzas Públicas de Panamá están formada por 5 estamentos, con 33 181 efectivos en total, aproximadamente.[cita requerida]
Los 4 estamentos de las Fuerzas Públicas adscritos al Ministerio de Seguridad Pública:
| Escudo | Nombre                         | Cantidad de Efectivos Aproximados |
| ------ | ------------------------------ | --------------------------------- |
|        | Policía Nacional de Panamá     | 20,340 Efectivos (diciembre 2024) |
|        | Servicio Nacional de Fronteras | 5,223 Efectivos (diciembre 2024)  |
|        | Servicio Nacional Aeronaval    | 4,697 Efectivos (diciembre 2024)  |
|        | Servicio Nacional de Migración | 2,104 Efectivos (diciembre 2024)  |

El Servicio de Protección Institucional pertenece a la Fuerza Pública, pero esta adscrito al Ministerio de la Presidencia.

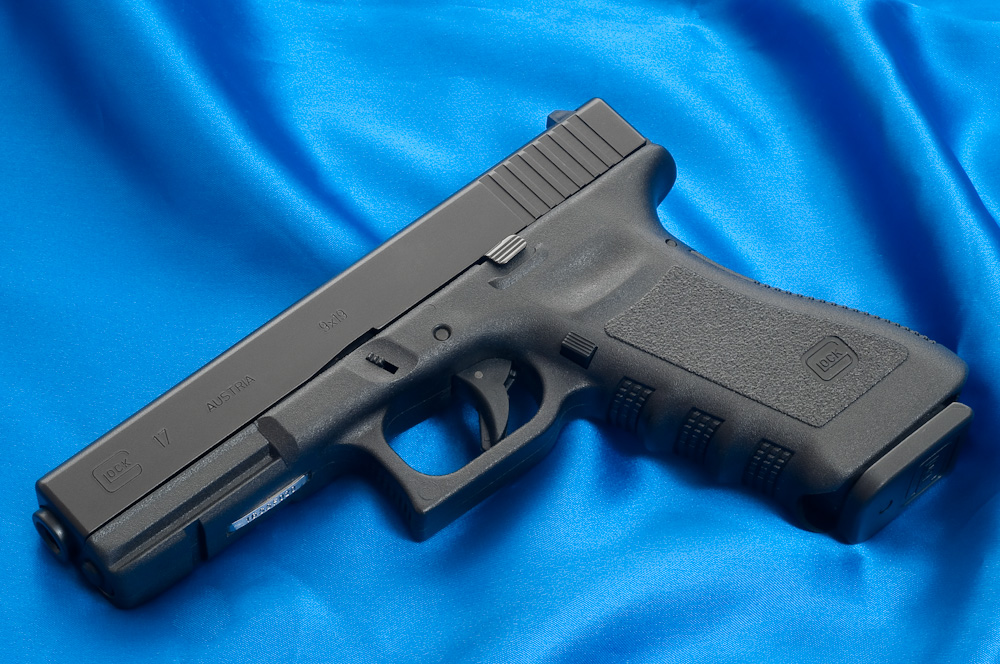
Arma de reglamento de las Fuerzas Públicas de Panamá.

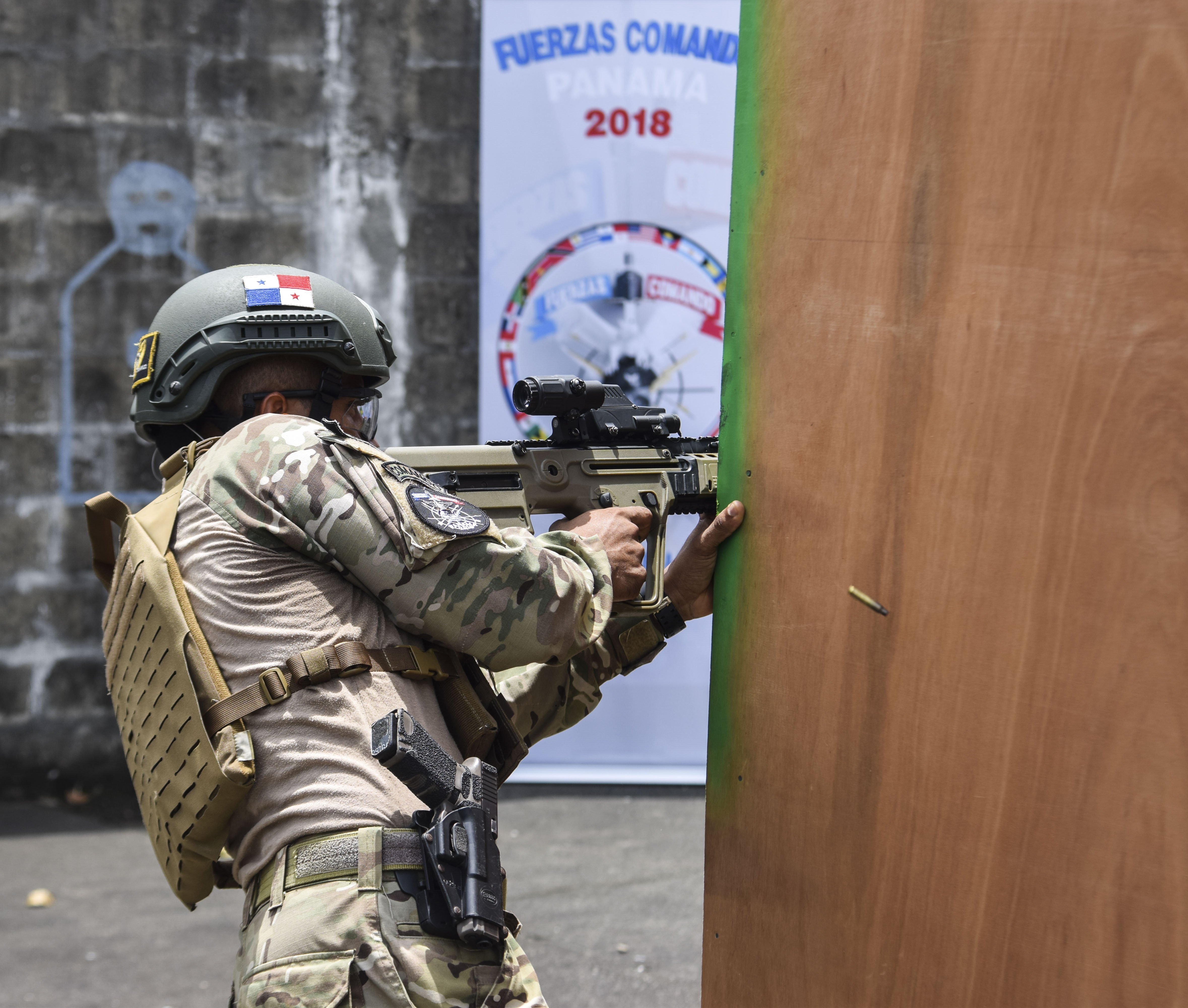
Unidad del SENAN utilizando Tavor X95 en Fuerzas Comando 2018

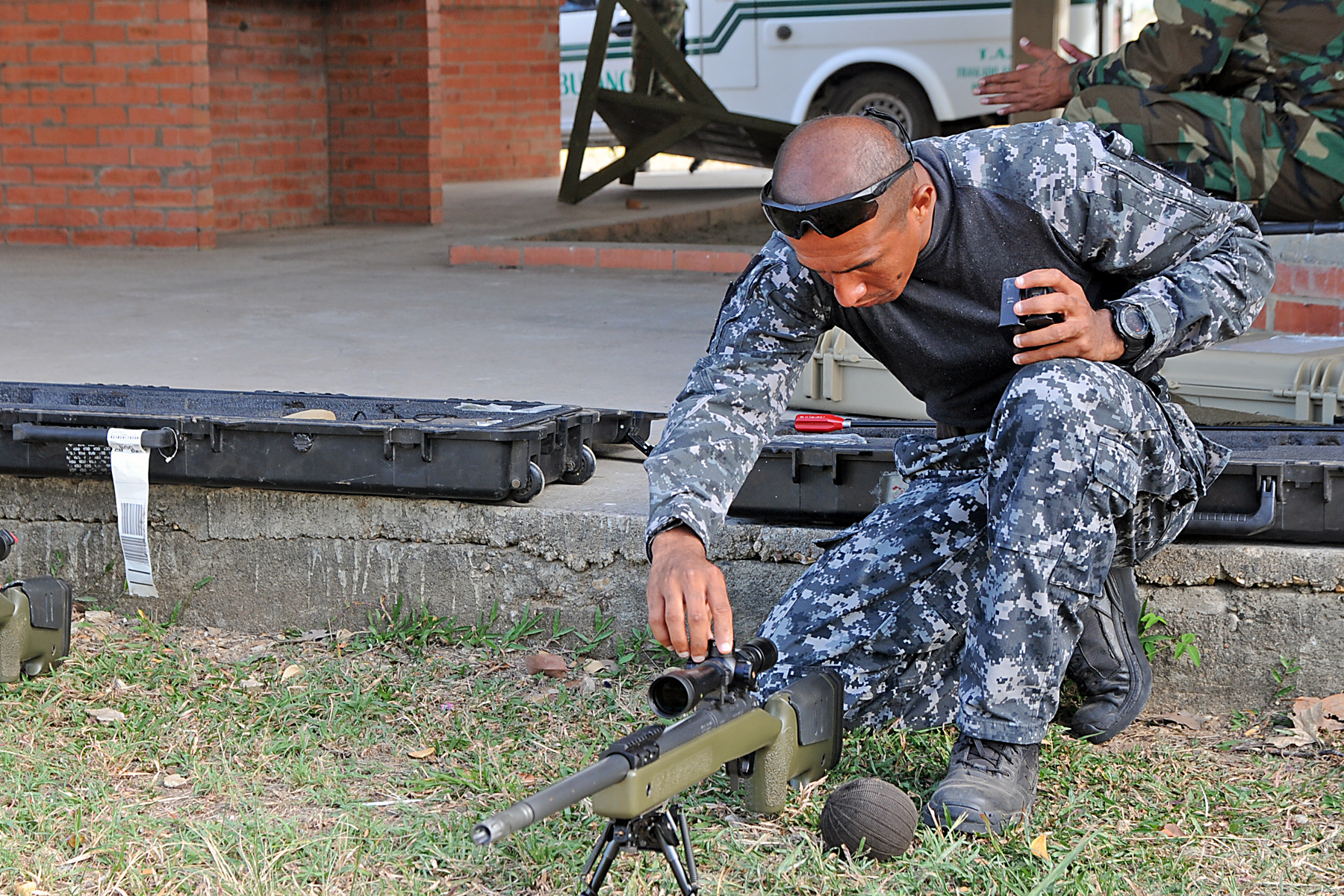
Unidad de la UFEC preparando su arma M40A5 para tiro de precisión

| Escudo | Nombre                               | Cantidad de Efectivos Aproximados |
| ------ | ------------------------------------ | --------------------------------- |
|        | Servicio de Protección Institucional | 2,000 Efectivos aproximadamente   |

### Policía Nacional de Panamá
La Policía Nacional de Panamá es un cuerpo armado adscrito al Ministerio de Seguridad Pública y que cumple funciones de naturaleza civil. Encargado de mantener y garantizar el orden público a nivel nacional.

### Servicio Nacional de Fronteras
El Servicio Nacional de Fronteras es un cuerpo armado policial de corte militar, esta adscrito al Ministerio de Seguridad Pública. Encargado de la defensa nacional a nivel terrestre, resguardar fronteras terrestres y fluviales de Panamá.

### Servicio Nacional Aeronaval
El Servicio Nacional Aeronaval es un cuerpo policial de corte militar adscrito al Ministerio de Seguridad Pública, es responsable de llevar a cabo operaciones aéreas y navales. Su función es "Realizar la protección, la vigilancia, la seguridad y la defensa aérea y las zonas marítimas jurisdiccionales de la República de Panamá".

### Servicio Nacional de Migración
El Servicio Nacional de Migración es un cuerpo adscrito al Ministerio de Seguridad Pública, es responsable del control de los movimientos migratorios de personas en el territorio nacional de Panamá.

### Servicio de Protección Institucional
El Servicio de Protección Institucional es un cuerpo adscrito al Ministerio de la Presidencia. Es responsable que velar por la seguridad del Presidente de Panamá, Expresidentes, Ex-Vicepresidentes vivos y así también como los Ministros de Estado.

## Entidades relacionadas
Las Fuerzas Públicas tienen algunas entidades relacionadas, tales como el Ministerio de Seguridad Públicas y el Ministerio de la Presidencia.
| Logo | Entidad                                | Titular             |
| ---- | -------------------------------------- | ------------------- |
|      | Ministerio de Seguridad Pública        | Frank Ábrego        |
|      | Ministerio de la Presidencia de Panamá | Juan Carlos Orillac |

### Ministerio de Seguridad Pública
El Ministerio de Seguridad Pública es la entidad gubernamental encargada de la seguridad de la república de Panamá. La Policía Nacional de Panamá, el Servicio Nacional de Fronteras, el Servicio Nacional Aeronaval y el Servicio Nacional de Migración están adscritas a esta entidad. 

### Ministerio de la Presidencia
El Ministerio de la Presidencia de Panamá es la entidad gubernamental encargada de coordinar las funciones del estado y ser el puente de comunicación entre el Consejo de Gabinete y el Presidente de Panamá. El Servicio de Protección Institucional esta adscrito a esta entidad.

## Armamento

### Pistolas semiautomáticas
| Nombre                 | Imagen | Origen         | Tipo                   | Munición             | Fabricante       |
| ---------------------- | ------ | -------------- | ---------------------- | -------------------- | ---------------- |
| Glock 17               |        | Austria        | Pistola semiautomática | 9 × 19 mm Parabellum | Glock Ges.m.b.H. |
| Smith & Wesson MP9 2.0 |        | Estados Unidos | Pistola semiautomática | 9 × 19 mm Parabellum | Smith & Wesson   |

### Subfusiles
| Nombre             | Imagen | Origen          | Tipo                                    | Munición          | Fabricante                          |
| ------------------ | ------ | --------------- | --------------------------------------- | ----------------- | ----------------------------------- |
| FN P90             |        | Bélgica         | Arma de defensa personalBullpupSubfusil | 5,7 × 28 mm       | FN Herstal                          |
| TDI Vector         |        | Estados Unidos  | Subfusil                                | .45 ACP           | Transformational Defense Industries |
| CZ Scorpion Evo 3  |        | República Checa | Subfusil                                | 9 x 19 Parabellum | Česká Zbrojovka Uherský Brod        |
| Heckler & Koch MP5 |        | Alemania        | Subfusil                                | 9 x 19 Parabellum | Heckler & Koch                      |

### Escopetas
| Nombre        | Imagen | Origen         | Tipo                  | Munición   | Fabricante     |
| ------------- | ------ | -------------- | --------------------- | ---------- | -------------- |
| Remington 870 |        | Estados Unidos | Escopeta de corredera | Calibre 12 | Remington Arms |
| Ithaca 37     |        | Estados Unidos | Escopeta de corredera | Calibre 12 | Ithaca Gun Co. |

### Fusiles de asalto y carabinas
| Nombre              | Imagen | Origen         | Tipo                    | Munición          | Fabricante                     |
| ------------------- | ------ | -------------- | ----------------------- | ----------------- | ------------------------------ |
| Tavor X95           |        | Israel         | Fusil de asaltoBullpup  | 5,56 × 45 mm OTAN | Israel Weapon Industries       |
| IWI Galil ACE       |        | Israel         | Fusil de asaltoBullpup  | 5,56 × 45 mm OTAN | IMI Systems                    |
| Carabina M4         |        | Estados Unidos | Fusil de asaltoCarabina | 5,56 × 45 mm OTAN | Colt's Manufacturing Company   |
| Fusil M16           |        | Estados Unidos | Fusil de asaltoCarabina | 5,56 × 45 mm OTAN | Colt's Manufacturing Company   |
| Fusil de asalto T65 |        | Taiwán         | Fusil de asalto         | 5,56 × 45 mm OTAN | Comando de Logística Combinada |
| AKM                 |        | Rusia          | Fusil de asalto         | 7,62 × 39 mm      | Corporación Kalashnikov        |
| AK-103              |        | Rusia          | Fusil de asalto         | 7,62 × 39 mm      | Corporación Kalashnikov        |
| AMD-65              |        | Hungría        | Fusil de asalto         | 7,62 × 39 mm      | Fegyver- és Gépgyár            |

### Fusiles de francotirador y antimaterial
| Nombre                          | Imagen | Origen         | Tipo                                  | Munición          | Fabricante                     |
| ------------------------------- | ------ | -------------- | ------------------------------------- | ----------------- | ------------------------------ |
| Fusil M40                       |        | Estados Unidos | Fusil de francotirador de cerrojo     | 7,62 × 51 mm OTAN | MCB QuanticoRemington Arms     |
| Barrett M82                     |        | Estados Unidos | Fusil antimaterial semiautomático     | 12,7 x 99 OTAN    | Barrett Firearms Company       |
| Fusil de francotirador Dragunov |        | Rusia          | Fusil de francotirador semiautomático | 7,62 × 54 mm R    | Corporación KalashnikovNorinco |

### Ametralladoras
| Nombre                       | Imagen | Origen         | Tipo                               | Munición                                                          | Fabricante                                                                             |
| ---------------------------- | ------ | -------------- | ---------------------------------- | ----------------------------------------------------------------- | -------------------------------------------------------------------------------------- |
| Ametralladora ligera M249    |        | Estados Unidos | Ametralladora ligera               | 5,56 × 45 mm OTAN                                                 | FN America                                                                             |
| FN Minimi                    |        | Bélgica        | Ametralladora ligera               | 5,56 × 45 mm OTAN7,62 × 51 mm OTAN                                | FN Herstal                                                                             |
| FN MAG                       |        | Bélgica        | Ametralladora de propósito general | 5,56 × 45 mm OTAN7,62 × 51 mm OTAN                                | FN Herstal                                                                             |
| Ametralladora PK             |        | Rusia          | Ametralladora de propósito general | 7,62 × 54 mm R                                                    | Planta Degtiariov                                                                      |
| Ametralladora M60            |        | Estados Unidos | Ametralladora de propósito general | 7,62 × 51 mm OTAN                                                 | General DynamicsUS Ordnance                                                            |
| Ametralladora Browning M1919 |        | Estados Unidos | Ametralladora media                | .30-06 Springfield7,62 × 51 mm OTAN.303 British7,5 x 54mm Francés | Birmingham Small Arms CompanyBuffalo Arms CorporationGeneral MotorsRock Island Arsenal |
| Browning M2                  |        | Estados Unidos | Ametralladora pesada               | 12,7 × 99 mm OTAN                                                 | FN HerstalFNH UKGeneral DynamicsOhio OrdnanceUS Ordnance                               |

### Lanzagranadas acoplados
| Nombre             | Imagen | Origen         | Tipo                   | Calibre          | Fabricante                   |
| ------------------ | ------ | -------------- | ---------------------- | ---------------- | ---------------------------- |
| Lanzagranadas M203 |        | Estados Unidos | Lanzagranadas acoplado | Granada de 40 mm | Colt's Manufacturing Company |

### Granadas propulsadas por cohete
| Nombre | Imagen | Origen | Tipo                          | Calibre | Fabricante |
| ------ | ------ | ------ | ----------------------------- | ------- | ---------- |
| RPG-7  |        | Rusia  | Granada propulsada por cohete | 40 mm   | Bazalt     |
| RPG-18 |        | Rusia  | Granada propulsada por cohete | 64 mm   | Bazalt     |

### Morteros
| Nombre         | Origen         | Tipo    | Calibre | Fabricante                                           |
| -------------- | -------------- | ------- | ------- | ---------------------------------------------------- |
| Mortero M30    | Estados Unidos | Mortero | 107mm   | Cuerpo de Guerra química del Ejército Estadounidense |
| Mortero M19    | Estados Unidos | Mortero | 60mm    | Arsenal Watervliet del Ejército Estadounidense       |
| Mortero Soltam | Israel         | Mortero | 60mm    | Soltam Systems                                       |

## Vehículos

### Vehículos terrestres

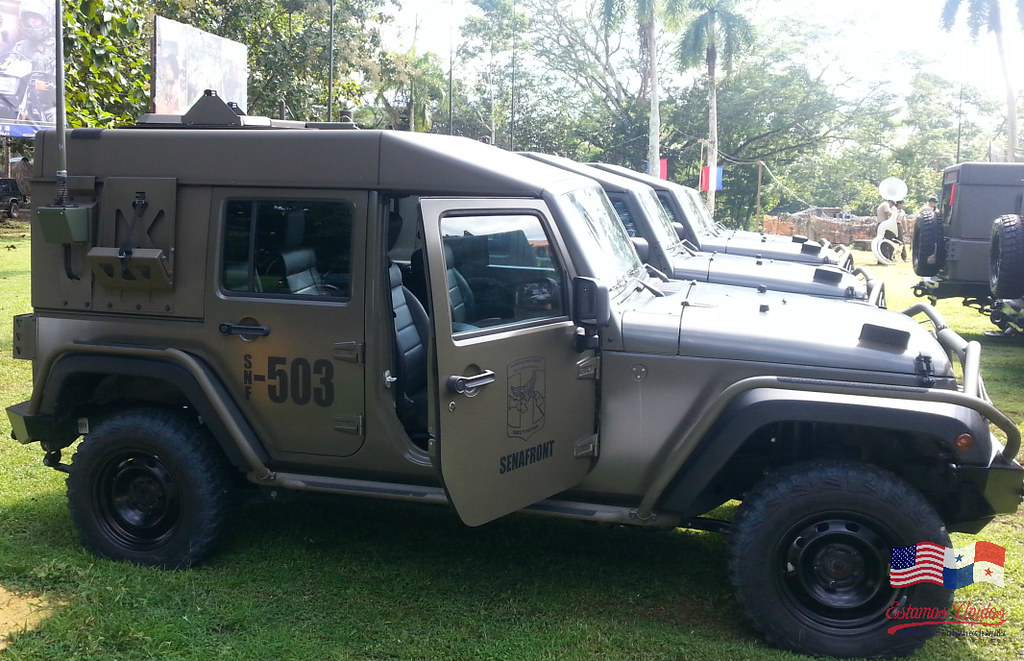
Vehículos Jeep J8 utilizados por el SENAFRONT

- Humvee (HMMWV)- Vehículo de alta movilidad multipropósito
- Jeep J8 (HMMWV)- Vehículo de alta movilidad multipropósito 88 actualmente.

### Embarcaciones
- 01 Buque de Apoyo logístico
- 01 Buque de desembarco de tropas
- 04 Patrulleras de Línea tipo Super 200
- 01 Patrulleras Oceánicas de Línea tipo 900
- 02 Patrulleras de Línea tipo Vosper
- 06 Patrulleras de Línea tipo Noviembre
- 01 Patrullera de Asalto tipo Mark IV
- 01 Patrullera de Asalto tipo Mark II
- 03 Patrulleras de Apoyo tipo Limas
- 04 Botes de Interdicción Marítima
- 15 Botes de Patrullaje Costero BPC  y
- 11 Botes de Interdicción Marítima Damen 1102
- 01 Buque de Apoyo logístico Damen 5612

### Aeronaves

Escarapela aeronáutica del Servicio Nacional Aeronaval.

#### Aviones
- Cessna 210  Estados Unidos

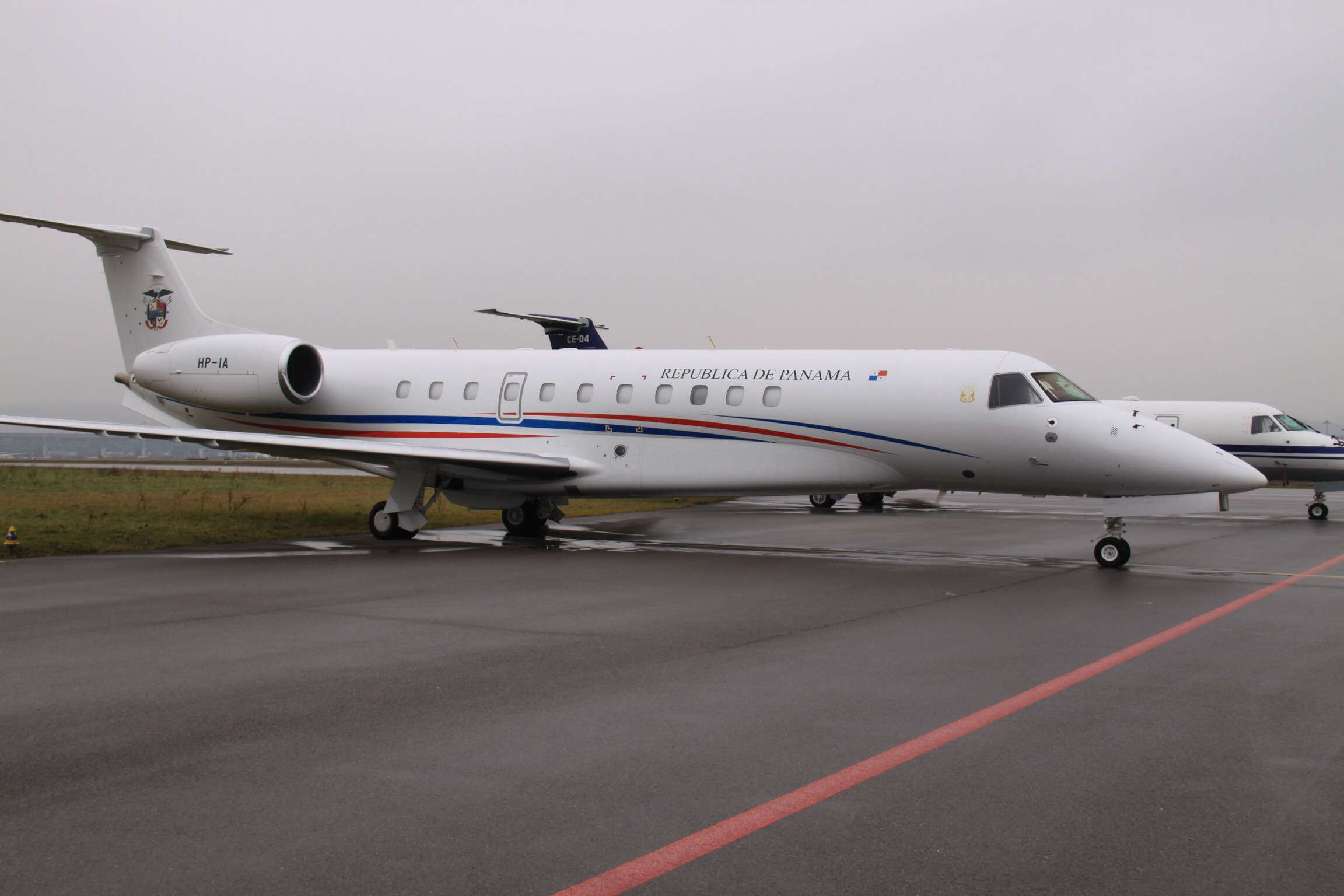
Embraer Legacy 600 Transporte Presidencial de Panamá

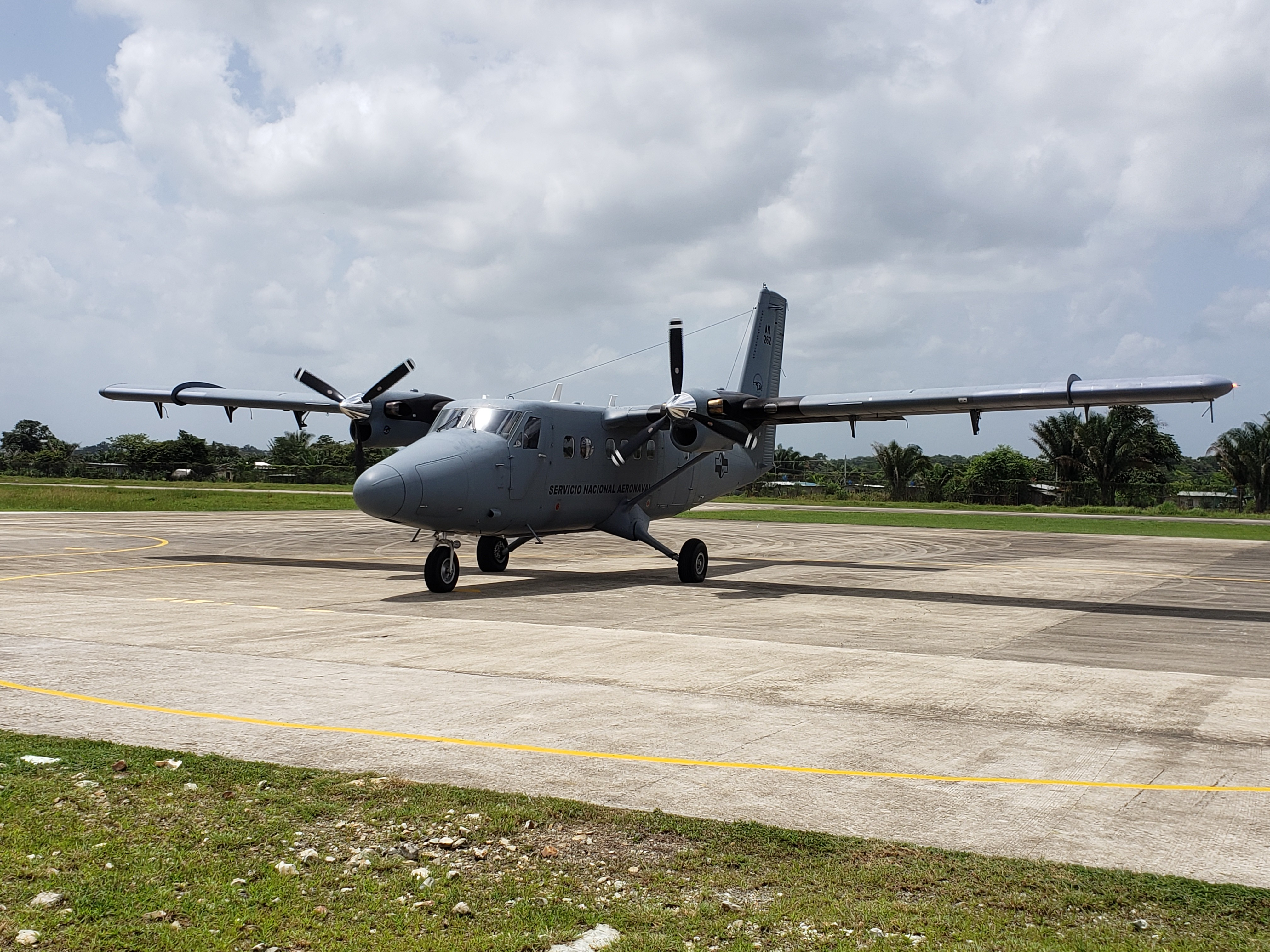
de Havilland Canada DHC-6 Twin Otter del Servicio Nacional Aeronaval.

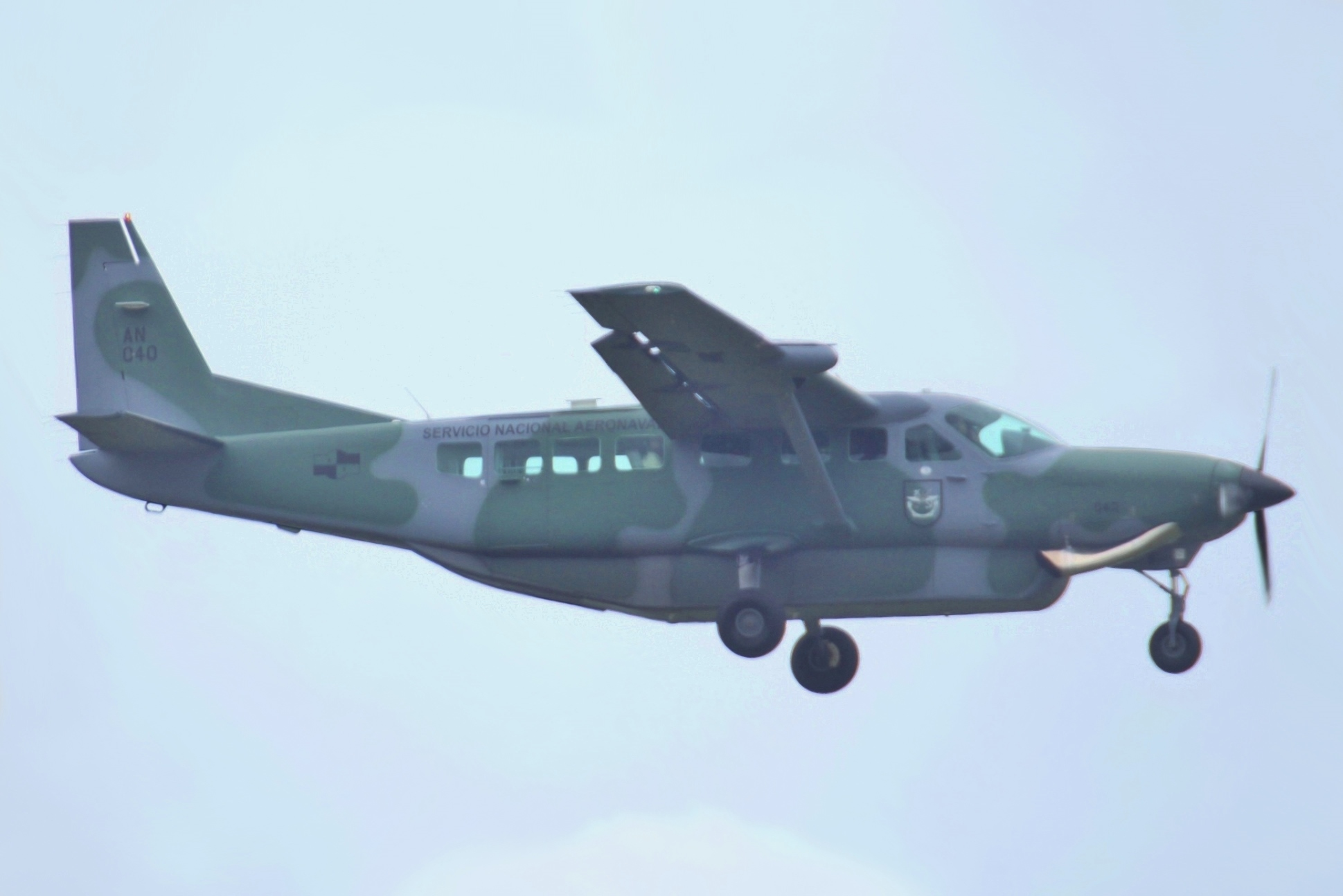
Cessna 208 Caravan del Servicio Nacional Aeronaval

- Cessna 152  Estados Unidos Búsqueda y Rescate, Reconocimiento de Objetivos 7
- Cessna 172  Estados Unidos Traslado, Ubicación de Objetivos 12 (Entrada en servicio:2008)
- Cessna 208  Estados Unidos Evacuaciones Aeromedícas,Traslado de Personal y/o Detenidos 3 (Entrada en servicio:2012)
- CASA C-212 Aviocar  España Trasporte Táctico, Patrulla Marítima, Paracaidismo 3 (Entrada en servicio:1997)
- de Havilland Canada DHC-6 Twin Otter  Canadá 2
- Beechcraft King Air  Estados Unidos 2
- ENAER T-35 Pillán  Chile entrenamiento de personal 7 (Entrada en servicio:2008)
- Piper PA-34 Seneca  Estados Unidos entrenamiento de personal 1
- Piper PA-31 Navajo  Estados Unidos 2
- Embraer Legacy 600  transporte VIP 600 1

#### Helicópteros

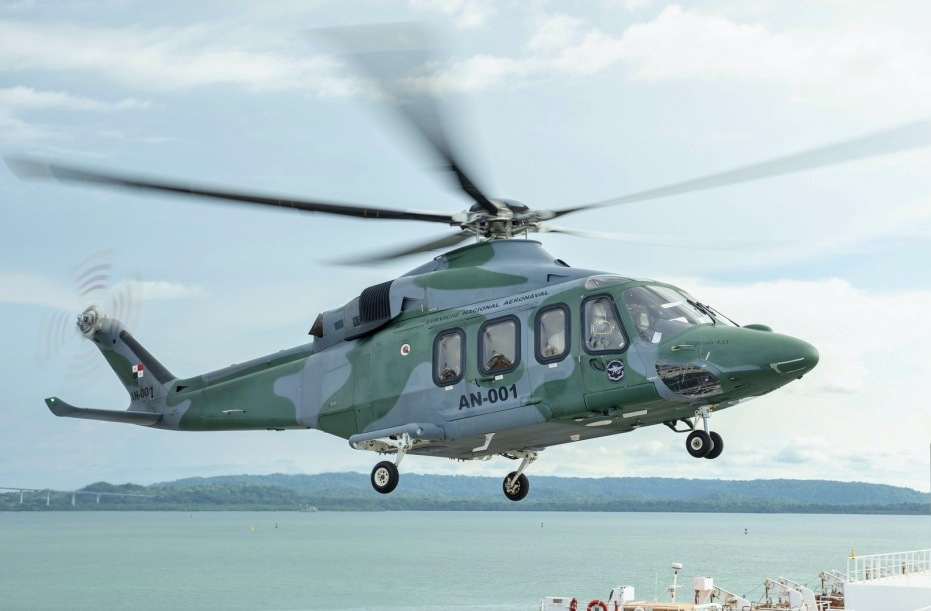
AgustaWestland AW139 del Servicio Nacional Aeronaval

Helicópteros en servicio por tipo y país
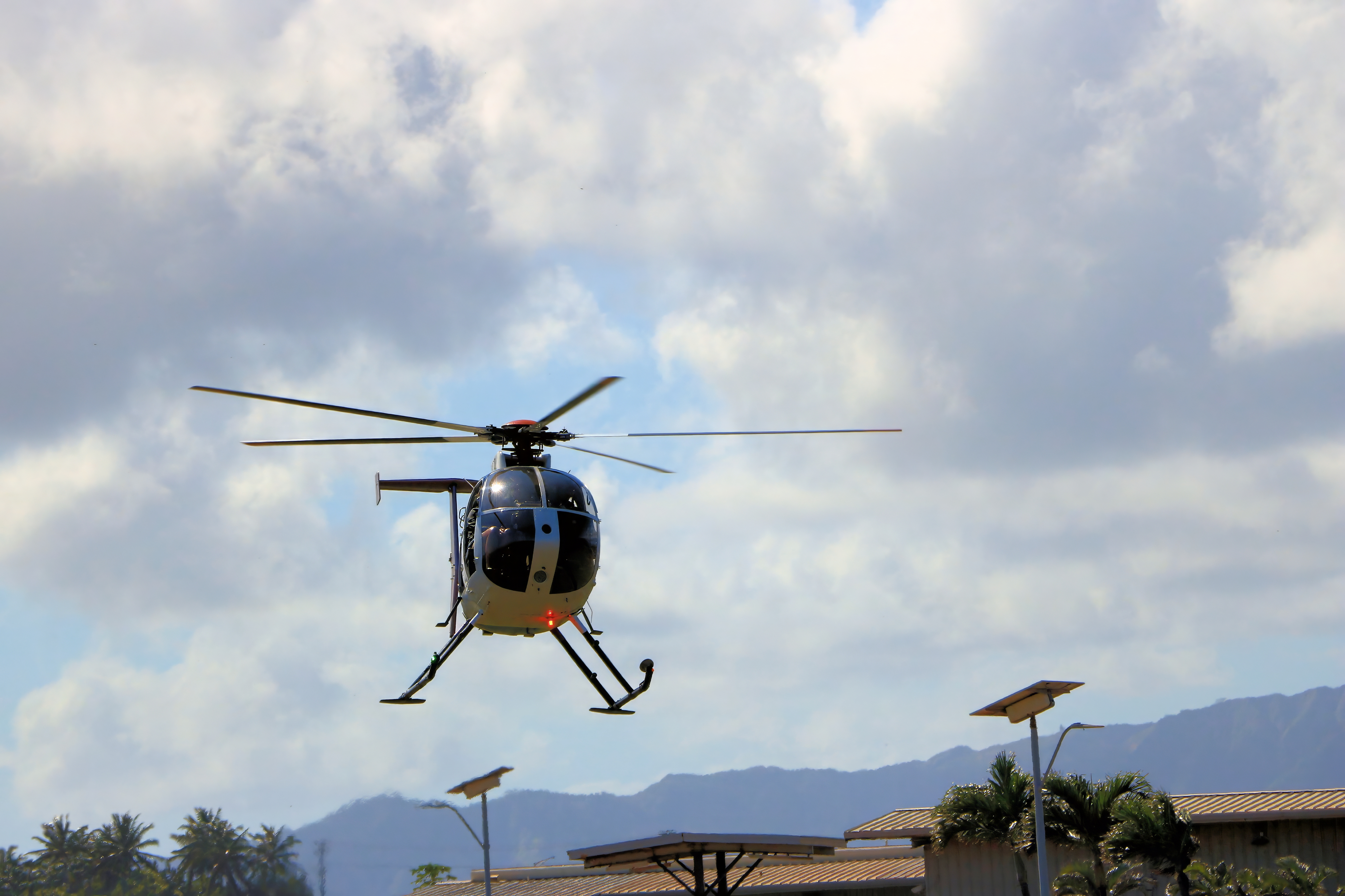
MD 500 –  – Utilitario y Transporte (1)
Bell UH-1H Iroquois –  – Utilitario y transporte (14)Bell UH-1H Iroquois –  – Utilitario y transporte (14)
Bell 212 –  – Utilitario y transporte (6)Bell 212 –  – Utilitario y transporte (6)
Bell 407 –  – Utilitario y transporte (2)Bell 407 –  – Utilitario y transporte (2)
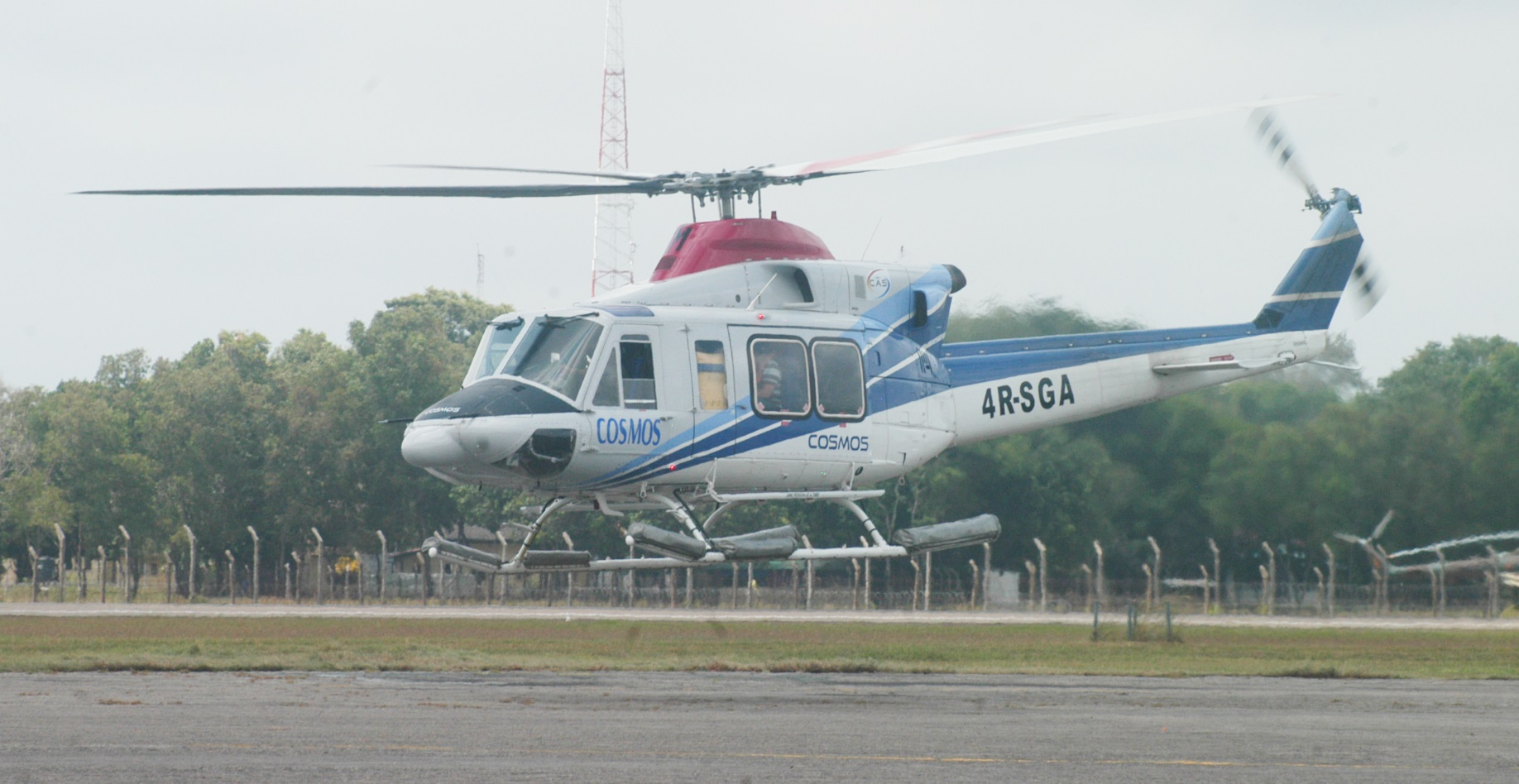
Bell 412 –  – Utilitario y transporte (6)
AgustaWestland AW139 –  – Utilitario y transporte (8)AgustaWestland AW139 –  – Utilitario y transporte (8)
AgustaWestland AW109 –  – Ambulancia (1)AgustaWestland AW109 –  – Ambulancia (1)
Sikorsky S-76 –  – Transporte VIP C (1)Sikorsky S-76 –  – Transporte VIP C (1)

## Rangos
| Rango            | Trabajo                                       | Supervisado por               | Comanda                       | Tamaño del escuadrón | Personal estimado |
| ---------------- | --------------------------------------------- | ----------------------------- | ----------------------------- | -------------------- | ----------------- |
| Agente           | Patrullaje general, cumplimiento de la ley    | Cabo / Sargento               | Ninguno                       | N/A                  | 10,000+           |
| Cabo             | Lidera pequeñas patrullas, supervisa agentes  | Sargento                      | Agentes                       | 3–5                  | ~1,500            |
| Sargento         | Líder de escuadrón, supervisa tareas en campo | Subteniente / Teniente        | Cabos, Agentes                | 5–10                 | ~800              |
| Subteniente      | Oficial subalterno, gestiona escuadrones      | Teniente / Capitán            | Sargentos, Cabos              | 10–20                | ~500              |
| Teniente         | Líder de pelotón                              | Capitán                       | Subtenientes, Suboficiales    | 20–40                | ~300              |
| Capitán          | Comandante de compañía                        | Mayor                         | Tenientes, Pelotones          | 40–100               | ~150              |
| Mayor            | Comando a nivel de distrito o estación        | Comisionado                   | Capitanes, Compañías          | 100–200              | ~100              |
| Comisionado      | Comando estratégico a nivel provincial        | Director General              | Todos los comandos regionales | 1,000+               | ~50               |
| Director General | Líder nacional de la Policía Nacional         | Ministro de Seguridad Pública | Toda la fuerza                | 30,000+              | 1                 |

| Rango            | Trabajo                                        | Supervisado por               | Comanda                | Tamaño del escuadrón | Personal estimado |
| ---------------- | ---------------------------------------------- | ----------------------------- | ---------------------- | -------------------- | ----------------- |
| Soldado          | Patrullaje fronterizo, operaciones en la selva | Cabo / Sargento               | Ninguno                | N/A                  | 6,000+            |
| Cabo             | Lidera equipos tácticos                        | Sargento                      | Soldados               | 3–6                  | ~1,000            |
| Sargento         | Lidera escuadrones, control de campo           | Subteniente / Teniente        | Cabos, Soldados        | 6–10                 | ~700              |
| Subteniente      | Oficial subalterno, nivel pelotón              | Teniente / Capitán            | Sargentos, Escuadrones | 10–20                | ~400              |
| Teniente         | Comandante de pelotón                          | Capitán                       | Pelotones              | 20–40                | ~250              |
| Capitán          | Comandante a nivel de compañía                 | Mayor                         | Tenientes, Compañías   | 40–100               | ~120              |
| Mayor            | Comandante regional de campo                   | Comisionado                   | Capitanes              | 100–200              | ~60               |
| Comisionado      | Comando operativo o provincial                 | Director General              | Comandos principales   | 500–1,000+           | ~30               |
| Director General | Líder nacional de SENAFRONT                    | Ministro de Seguridad Pública | Todo el servicio       | 10,000+              | 1                 |

| Rango                  | Trabajo                                              | Supervisado por               | Comanda                            | Tamaño del escuadrón | Personal estimado |
| ---------------------- | ---------------------------------------------------- | ----------------------------- | ---------------------------------- | -------------------- | ----------------- |
| Marinero / Aerotécnico | Tripulación naval/aérea, patrullaje, apoyo operativo | Cabo / Sargento               | Ninguno                            | N/A                  | 4,000+            |
| Cabo                   | Lidera equipos navales/aéreos                        | Sargento                      | Marineros                          | 3–5                  | ~700              |
| Sargento               | Gestiona equipos navales o aéreos                    | Subteniente / Teniente        | Cabos, Especialistas               | 5–10                 | ~400              |
| Subteniente            | Oficial subalterno, comandante de unidad             | Teniente / Capitán de Corbeta | Tripulaciones, Equipos de patrulla | 10–20                | ~300              |
| Teniente               | Comandante de barco o aeronave                       | Capitán de Corbeta            | Subtenientes, Tripulaciones        | 20–40                | ~200              |
| Capitán de Corbeta     | Comando costero, operaciones intermedias             | Capitán de Fragata            | Múltiples tripulaciones o barcos   | 40–100               | ~100              |